# 城巴S53線
城巴S53線是香港一條已停辦的機場穿梭巴士路線，往來赤鱲角碼頭及機場客運大樓，以循環線形式運作。

## 歷史
本線按照原定計劃，在新機場啟用前開辦，方便新機場上班一族。1999年5月，交通諮詢委員會主席指出，來往機場的公共交通服務，整體乘客量下跌，其中穿梭巴士路線（S線）跌幅最大，由機場開幕首三個月的62,600人次，下跌至半年後的49,000人次，跌幅達百分之42，主要是經濟不景和機場範圍內的非法兜客活動活躍所致。同時，運輸署重整穿梭巴士網絡，削減包括本線在內的三條路線。
1999年的路線重組，衍生了往返碼頭和後勤區的S55線，該線途經本線和S54線的地區，唯客量仍然偏低。2001年，運輸署和營辦商城巴為確保巴士資源更有效運用，決定重辦本線，以及增設E21線由碼頭前往貨運區的八達通分段收費，但本線隨著碼頭被取代，於翌年末再度停辦。

## 年表
- 1998年6月22日：本線隨新機場設施陸續啟用而投入服務，方便乘坐渡輪往返屯門及機場的乘客。
- 1999年6月20日：配合機場穿梭巴士線進行重組，本線與S54線合併為新線S55線。
- 2001年4月2日：本線重投服務，及由E21線八達通雙向分段收費取代客量長期偏低的S55線。
- 2002年12月7日：機場管理局收回赤鱲角碼頭，渡輪航線須改往東涌新發展碼頭，本線正式取消。往來碼頭和機場的乘客由新線S56線提供接駁。

## 收費
全程：$3
不設分段收費，接受以八達通卡或輔幣繳付車資。

## 途經街道
東岸路，暢連路，機場南交匯處，暢連路，暢達路，機場北交匯處，機場路，機場南交匯處，暢連路，東岸路。

### 車站一覽
| S53 循環線 | S53 循環線   | S53 循環線         |
| ---------- | ------------ | ------------------ |
| 車站       | 車站名稱     | 位置               |
| 1          | 赤鱲角碼頭   | 赤鱲角碼頭巴士總站 |
| 2          | 二號停車場   | 暢達路             |
| 3          | 機場客運大樓 | 暢達路             |
| 4          | 三號停車場   | 暢達路             |
| 5          | 富豪機場酒店 | 暢達路             |
| 6          | 赤鱲角碼頭   | 赤鱲角碼頭巴士總站 |